# Chiesa di Santa Margherita (Manzinello)
La chiesa di Margherita si trova a Manzinello, frazione di Manzano, in provincia ed arcidiocesi di Udine; fa parte della forania del Friuli Orientale.
Fu eretta già prima del 1400 e dedicata a Santa Margherita ed era presente un curato dipendente della parrocchia di Pavia di Udine. Successivamente un certo Antonio di Simone, originario del Tirolo, realizzò un'ancona lignea, poi dorata, raffigurante la Vergine tra i santi Margherita, Pietro, Stefano, Rocco e Sebastiano, lavoro che andò distrutto con la chiesa.
La chiesa attuale fu ricostruita nel XVIII secolo. All'interno nella lunetta è presente un affresco attribuito a Giovanni Fantoni e risalente al 1920, che rappresenta la Crocifissione. Lungo la parete destra è appeso ad un pannello un lacerto di affresco staccato, di ignoto pittore friulano del XV secolo, raffigurante Sant'Antonio abate con maialino, Santa Elisabetta e San Giacomo. Un altare è dedicato a sant'Antonio abate e fu donato da Antonietta Morelli de Rossi: la pala che adorna l'altare ha la raffigurazione del santo con una vistosa "Tau" e con il maialino, suo simbolo, che porta una campanella. Da segnalare, inoltre, gli stalli lignei del coro e una tela con San Filippo Neri con il breviario e la scritta Una sola regola: la carità -1863, tela che arriva dalla soppressa chiesa dei Filippini di Udine.